# Фатимидски калифат
Фатимидски калифат била је шиитска држава на територији данашњег Египта основана 909. године у Тунису. Постојала је до 1169. године када је прикључена Нур ад Диновој држави. Простирући се на великом подручју северне Африке, обухватало је пространство од Атлантског океана на западу до Црвеног мора на истоку. Фатимиди, династија арапског порекла, воде своје порекло од Мухамедове ћерке Фатиме и њеног мужа Алије, првог шиитског имама. Фатимиди су признати као праведни имами од стране различитих заједница исмаилизма, али и у многим другим муслиманским земљама, укључујући Персију и суседне регионе. Настали током Абасидског калифата, Фатимиди су освојили Тунис и успоставили град „Махдија“ (арап. المهدية). Династија Исмаилија владала је територијама широм медитеранске обале Африке и на крају је Египат учинила центром калифата. На свом врхунцу, калифат је укључивао – поред Египта – различите области Магреба, Судана, Сицилије, Леванта и Хиџаза.

## Настанак
Фатимидски калифат успостављен је 909. године у Тунису. Од самог настанка био је у сукобу са Багдадским (Абасидским) калифатом. Оснивач Фатимидског калифата био је Абдулах ел Махди Билах, шиит. Тако је створена прва шиитска држава. Египћани су сматрали да је Хусеин потомак Фатиме, једине Мухамедове ћерке. Отуда и назив калифата.

## Владавина халифа
Фатимидски калифат је свој врхунац досегао у 10. веку. Међутим, због сталних сукоба увозних турских и црначких плаћеничких трупа, ова моћ брзо је почела опадати. Последњи халиф који је представљао какву-такву силу био је Хаким. Убијао је кога је стигао, а, чини се, највише сопствене везире. Прогонио је и припаднике других религија. Хришћане и Јевреје терао је да се облаче у црну одећу и да јашу само магарце. Док су били у купатилу, хришћани су око врата морали носити крст, а Јевреји звоно како би их разликовали од муслимана. Цркву Светог Гроба је разорио, а себе прогласио божанством. Прихватила га је секта Друза. Убијен је 1021. године у завери коју је организовала његова сестра коју је оптужио за неморал.

## Владавина везира
Након Хакимове смрти власт у Египту преузимају везири који су лако управљали младим халифима. У то време пада долазак крсташа у Свету земљу. Везир ел Афдал Шаханшах слао је неколико експедиција у напад на Јерусалимску краљевину. Походи су се углавном завршавали неуспехом (Битке код Рамле). На месту халифа налазио се ел Амир (1101—1130), па ел Хафиз (1130—1149), па ел Зафир (1149—1154). Био је то тежак период за Фатимидски калифат, период сплетки, завера, свађа и љубомора на двору. Године 1153. убијен је везир Ибн ел Салар од стране Наси ибн Абаса. Абас потом убија и халифа Зафара, а на престо поставља његовог четворогодишњег сина ел Фаиза. Фаиз је умро 1160. године, а на престо је постављен десетогодишњи стричевић ел Адид. Био је то четрнаести и последњи халиф Египта. Везир Абас убијен је 1163. године од стране Шавара, великог везира. У то време падају крсташки походи на Египат јерусалимског краља Амалрика I.

## Крсташки походи на Египат
Шавар је 1163. године смењен у дворским сукобима. Наследио га је везир Дирхам. Шавар шаље позив у помоћ зенгидском владару Нур ад Дину не желећи да се лако одрекне титуле. Нур ад Дин, заинтересован да свој утицај прошири на богати Египат, шаље Шавару у помоћ свог војсковођу Ширкуа. Као одговор на то, Дирхам шаље позив у помоћ јерусалимском краљу Амалрику. И Амалрик се одазива и покреће крсташе ка Фатимидском Египту из истих разлога као и Нур ад Дин. Крсташи задају пораз Ширкуовој војсци код Багије 1163. године. За то време Ширку смењује Дирхама и враћа Шавара на престо.
Шавар тада, страхујући од Нур ад Дина, мења страну и склапа савез са Амалриковим крсташима. Амалрик прихвата савезиштво и опседа Ширкуа у Билбаи. Како би помогао своме војсковођи, Нур ад Дин напада крсташке државе на северу. У бици код Харима заробио је најважније крсташке бароне (Рајмунда III, Боемунда III, Жосцелина III). Амалрик је принућен да се врати у Јерусалим како не би изгубио краљевину.
Године 1167. Ширку предузима поход на Египат. Амалрик креће Египћанима у помоћ. Ширку нанси пораз крсташима код Бабаина и осваја Александрију. Крсташи је опседају. Одбрану је водио Ширкуов нећак Салах ад Дин Јусуф који је један од ретких муслимана коме ће се Европљани потрудити да му скрате име. Био је то чувени војсковођа Саладин који ће двадесет година касније освојити Јерусалим и предводити муслимане у Трећем крсташком рату. Сада се, међутим, није исказао у најбољем светлу. Град се морао предати, а Саладин је уточиште од бесних грађана морао потражити ни мање ни више него у крсташком логору. Амалрик му додељује оружану пратњу која га је отпратила до Ширкуа. Крсташи су за своју помоћ од Египта добили 100.000 златника и савезништво. 
Међутим, савезништво је раскинуто већ следеће године када Амалрик покреће нови поход у намери да освоји Каиро. Ширку је успео да потпуно протера крсташе из Египта и јануара 1169. године тријумфално уђе у Каиро.

## Губитак независности
Ширку постаје везир египатског султана. Међутим, умире након само три месеца после пијанке. Велики везир сада постаје Саладин. Читава контрола над Фатимидским калифатом била је у његовим рукама. Халифова мамелучка гарда покушала је да га избаци из Каира. Овај покушај завршен је неуспехом. Саладин је напао мамелучки логор док они нису били у њему и заробио им жене и децу. Мамелуци су морали да га моле за животе својих породица. На крају су сви Мамелуци измасакрирани. Саладин је сада постао апсолутни владар Египта. Највећу шиитску државу приклонио је Багдадском калифату. Ел Адид је сада постао непотребан и уклоњен је након само неколико месеци. Фатимидски калифат је престао да постоји.